# Johan Henrik Turdfjæll
Johan Henrik Turdfjæll, även Turdfjell och Turdfjäll, född 26 april 1730 i Säversta i Bollnäs socken, död 9 oktober 1800 på Petersberg i Vojakkala i Nedertorneå socken, var en svensk militär.
Turdfjæll blev volontär vid Hälsinge regemente 1739, mönsterskrivare där september–december 1741, mönsterskrivare i Västerbottens regemente i mars 1743, förare i juni samma år, sergeant i februari 1752, sekundadjutant i augusti 1758, premiäradjutant i mars 1760, fänrik i oktober samma år, löjtnant i juni 1762, stabskapten i juli 1776, kapten och regementskvartermästare i juni 1777 och fick majors avsked i december 1784. Han tjänstgjorde vid Piteå kompani 1760–1761, Skellefteå kompani 1762–1770 och Torneå kompani 1771–1776.  
Han var riddare av Svärdsorden.
Turdfjæll deltog i kampanjen i Österbottens län 1743 och följde sedan sitt regementes kommendering till Stockholm i oktober samma år. År 1757 kommenderades han med regementet till Pommern och deltog i kampanjen mot och belägringen av Demmin. Året därpå bevistade han kampanjen och attacken i Fehrbellin samt utfallet på preussarna vid Eggezin. 1759 deltog han i attacken vid Werbelou och 1760 i attacken på Anklam och attacken på Pasewalk. 1761 och 1762 års kampanjer deltog han även vid.

## Familjeförhållanden
Turdfjæll var son till kaptenen vid Västerbottens regemente Jacob Turdfjæll den äldre och Elisabeth Phragmenius. Han var äldre bror till majoren Jonas Turdfjæll, vilken även han kämpade i Pommerska kriget. En annan bror var kyrkoherden Jacob Turdfjæll den yngre och en syster var Barbro Margareta Turdfjæll, som var gift med kyrkoherde Nils Gran och komminister Nils Wiklund. Turdfjæll var gift med Eva Brunnius, som var dotter till Erik Brunnius och Eva Wree. Sonen Johan Henrik Turdfjæll blev efter studier i Uppsala militär vid samma regemente som fadern och stupade i Finland 1789. Dottern Eva Elisabeth Turdfjæll var gift med komminister Fredrik Engelmark i Nedertorneå och dottern Eva Barbro Turdfjæll gift med apotekaren Jonas Kollberg i Torneå och med kaptenen Josef Hoffstedt.